# Joseph Vachal
Pour les articles homonymes, voir Vachal.
Joseph Vachal, né le 25 septembre 1838 à Argentat (Corrèze) et mort le 1er février 1911 à Argentat, est un homme politique et entomologiste français.

## Biographie
Notaire à Argentat (place Delmas), il est député de la Corrèze de 1881 à 1885, siégeant dans la majorité Républicaine. Maire d'Argentat, il fait construire sous sa mandature le pont principal en pierre qui relie Le Bastier à la ville. Il est également Conseiller Général du canton d'Argentat de 1883 à 1911.
Passionné par la nature et les insectes, il étudie en particulier les coléoptères. Il fait référence en la matière et fait don à sa mort de sa grande collection de coléoptères au Museum d'Histoire Naturelle de Paris. On lui doit la description de 786 nouvelles espèces d'hyménoptères dont 630 sont encore en usage aujourd'hui.

## Hommages
Une rue d'Argentat porte son nom depuis 1930.

## Publications
- Vachal J., 1909. « Espèces nouvelles ou litigieuses d'Apidae du haut bassin du Parana et de régions contiguës et délimitation d'une nouvelle sous-famille Diphaglossinae ». Revue d'Entomologie.
- Vachal J., 1909. « Collections recueillies par M. le Baron Maurice de Rothschild dans l'Afrique orientale. Insectes hyménoptères : Mellifères ». Bulletin du Muséum national d'Histoire naturelle.

## Sources
- « Joseph Vachal », dans Adolphe Robert et Gaston Cougny, Dictionnaire des parlementaires français, Edgar Bourloton, 1889-1891 [détail de l’édition]
- « Joseph Vachal », dans le Dictionnaire des parlementaires français (1889-1940), sous la direction de Jean Jolly, PUF, 1960 [détail de l’édition]